# (10477) Lacumparsita
(10477) Lacumparsita est un astéroïde de la ceinture principale.

## Description
(10477) Lacumparsita est un astéroïde de la ceinture principale. Il fut découvert le 2 mars 1981 à l'Observatoire de Siding Spring par Schelte J. Bus. Il présente une orbite caractérisée par un demi-grand axe de 2,33 UA, une excentricité de 0,13 et une inclinaison de 8,1° par rapport à l'écliptique.